# Sertã
Sertã [sɯɾˈtɐ̃] ist eine Kleinstadt (Vila) und ein Kreis (Concelho) in Portugal mit 6039 Einwohnern (Stand 19. April 2021).

## Geschichte

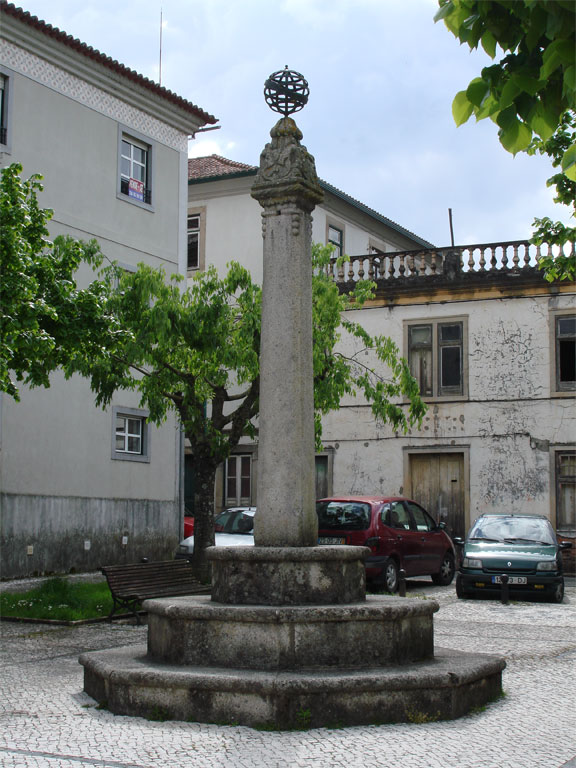
Der Schandpfahl (Pelourinho), Zeichen der verliehenen Stadtrechte (1513)
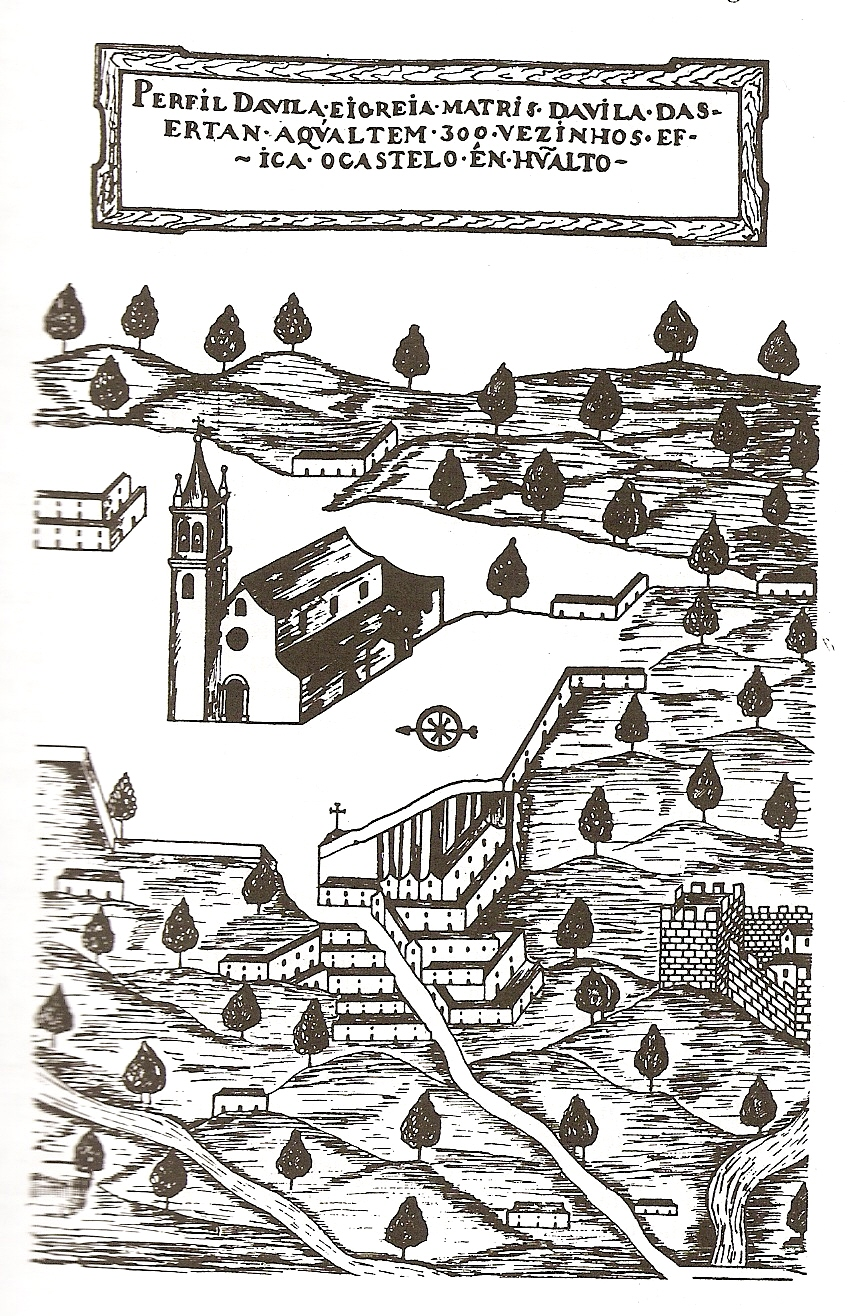
Sertã (Stich von 1640)
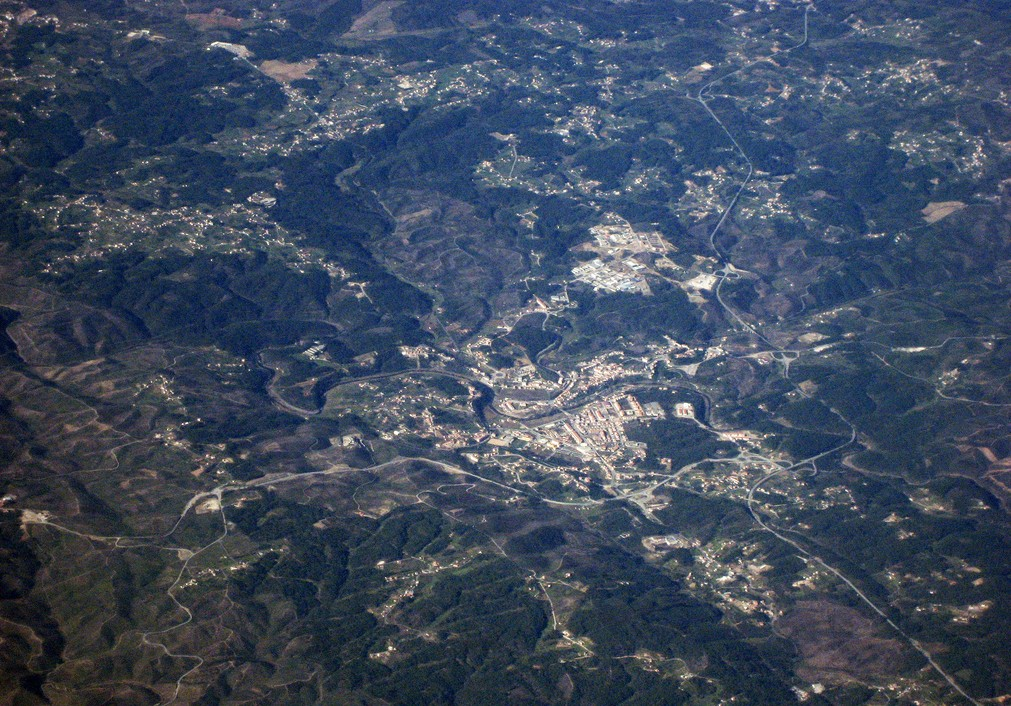
Luftbild von Sertã und seinem Kreis
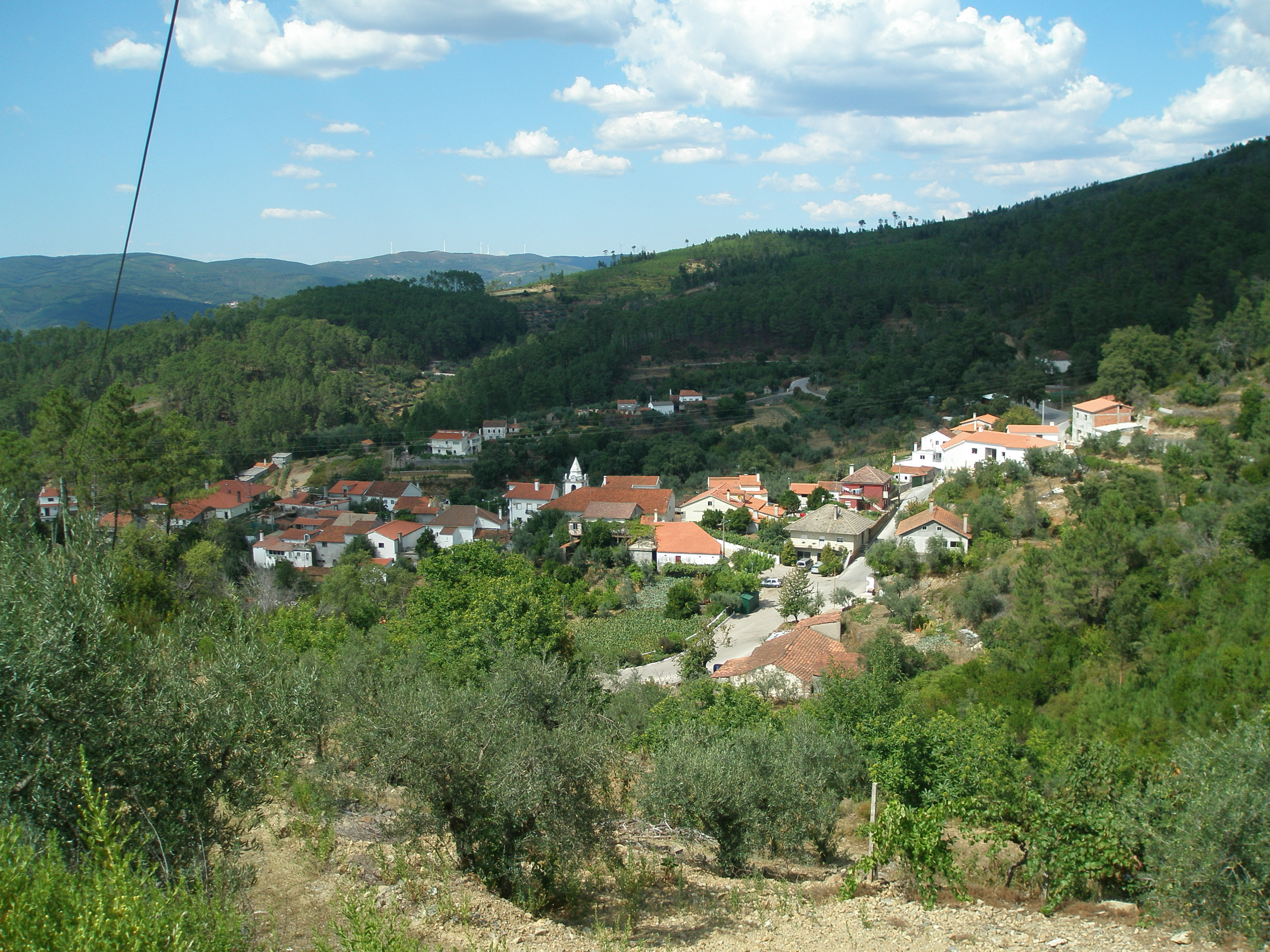
Blick über die Gemeinde Figueiredo

Funde und Ausgrabungen, darunter Antas, belegen eine Besiedlung des Ortes mindestens seit der Castrokultur. Lusitaner lebten hier, als im ersten Jahrhundert die Römer einen Ort der Provinz Lusitania und eine Brücke errichteten. Die Araber errichteten hier eine Burg. Im Verlauf der Reconquista und der Unabhängigkeit des Königreich Portugals nach 1139 gab Portugals erster König, D.Afonso Henriques, den Ort von 1165 bis 1174 an die Tempelritter, bevor er ihn dem Hospitalorden (heute Souveräner Malteserorden) übergab.
In der Revolution 1383, in der das erbberechtigte Königreich Kastilien sich Portugal einzuverleiben suchte, stand der Ort auf der Seite der portugiesischen Unabhängigkeitsbewegung unter dem folgenden König D.João I. Im Jahr 1455 wurde Sertã zur Vila (Kleinstadt) erhoben, bevor es seine ersten Stadtrechte (Foral) 1513 durch König Manuel I. erhielt. Bis zur Rechtschreibreform 1911 wurde der Ort zwischenzeitlich Certã geschrieben.

### Die Gründungslegende des Ortes
Der Ort soll im Jahr 74 v. Chr. durch Quintus Sertorius gegründet worden sein, der Anführer der keltiberischen Lusitanier war, und hier eine Burg errichten ließ. Bei einem Angriff der Römer soll dann der damalige Befehlshaber der Burg getötet worden sein. Seine aufgebracht aus der Küche stürmende Gattin Celinda soll daraufhin auf die Burgmauern gestiegen sein, und ihre quadratische Pfanne (die Sertage) mit heißem Öl über die anstürmenden Römer gegossen und sie dergestalt überrascht und aufgehalten haben, bis die zur Hilfe eilenden Kräfte der Nachbarorte eintrafen, um die Angreifer zu vertreiben. Der Ort soll daraufhin „Ort der Sertage“ genannt worden sein, Sertã.

## Kultur, Sport und Sehenswürdigkeiten

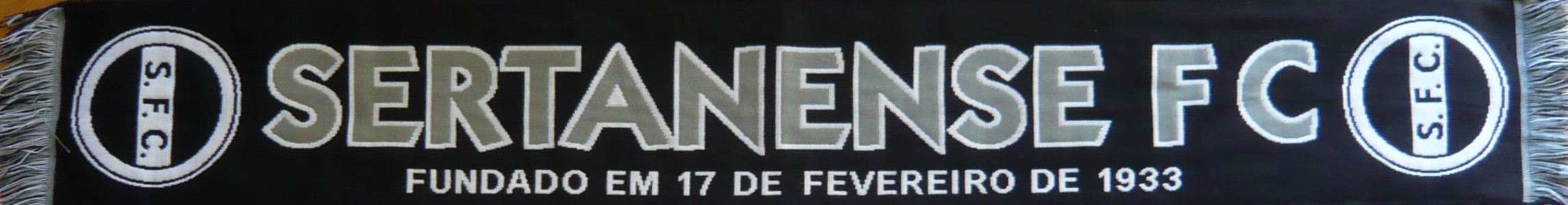
Schal des Fußballclubs Sertanense FC

Zu den zahlreichen Baudenkmälern von Sertã zählen verschiedene Sakralbauten, historische öffentliche Gebäude, und die Burg, zudem die römische Brücke. Auch der historische Ortskern als Ganzes steht unter Denkmalschutz.
An verschiedenen archäologischen Ausgrabungsstätten des Kreises kann man u. a. Felsmalereien sehen (Portugiesisch: Arte rupreste).
Neben der Stadtbibliothek Biblioteca Municipal Padre Manuel Antunes, dem Kulturhaus Clube de Sertã, und dem Veranstaltungs- und Kulturkomplex Casa de Espetáculos e da Cultura da Sertã in der Kreisstadt Sertã, gibt es in Cernache do Bonjardim mit dem Künstlerhaus Atelier Túllio Victorino eine weitere nennenswerte Kulturstätte im Kreis.
Mit Pedrógão Pequeno liegt im Kreis eines der traditionellen Schieferdörfer der Region, den Aldeias do Xisto. Wanderwege verbinden sie.
Der Fußballverein Sertanense Futebol Clube ist der bedeutendste Sportverein im Kreis. Er spielt in der Dritten Liga (Gruppe Süd, port: Série Sul) und betreibt zudem Leichtathletik- und Sportangel-Sektionen.

## Verwaltung

### Kreis
Sertã ist Verwaltungssitz eines gleichnamigen Kreises. Die Nachbarkreise sind (im Uhrzeigersinn im Norden beginnend): Pampilhosa da Serra, Oleiros, Proença-a-Nova, Mação, Vila de Rei, Ferreira do Zêzere, Figueiró dos Vinhos sowie Pedrógão Grande.
Mit der Gebietsreform im September 2013 wurden mehrere Gemeinden zu neuen Gemeinden zusammengefasst, sodass sich die Zahl der Gemeinden von zuvor 14 auf zehn verringerte.
Die folgenden Gemeinden (freguesias) liegen im Kreis Sertã:

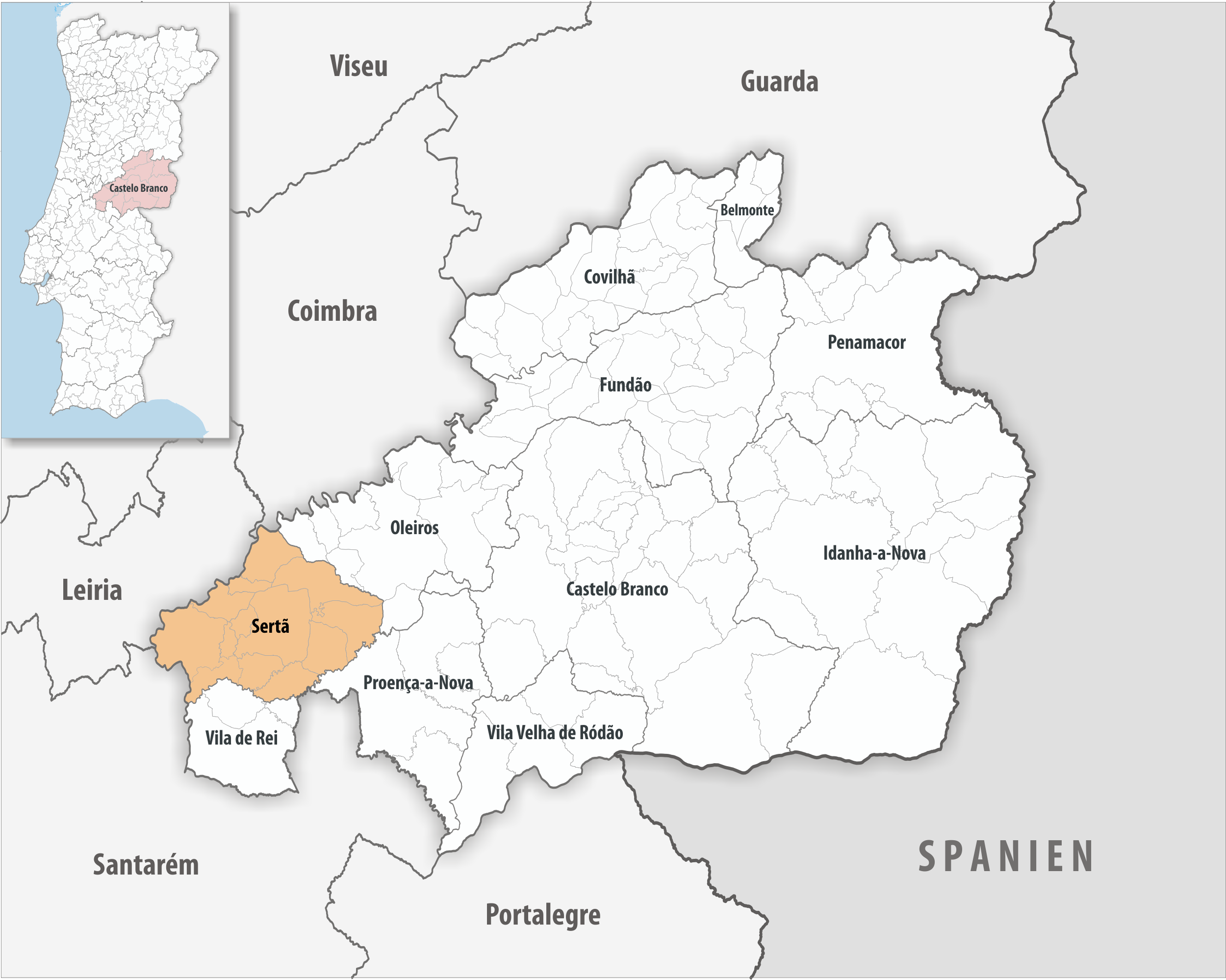
Kreis Sertã

| Gemeinde                                  | Einwohner (2021) | Fläche km² | Dichte Einw./km² | LAU- Code |
| ----------------------------------------- | ---------------- | ---------- | ---------------- | --------- |
| Cabeçudo                                  | 907              | 10,39      | 87               | 050901    |
| Carvalhal                                 | 491              | 10,02      | 49               | 050902    |
| Castelo                                   | 946              | 24,57      | 38               | 050903    |
| Cernache do Bonjardim, Nesperal e Palhais | 3.364            | 101,59     | 33               | 050915    |
| Cumeada e Marmeleiro                      | 658              | 51,73      | 13               | 050916    |
| Ermida e Figueiredo                       | 338              | 42,74      | 8                | 050917    |
| Pedrógão Pequeno                          | 706              | 36,86      | 19               | 050911    |
| Sertã                                     | 6.039            | 80,95      | 75               | 050912    |
| Troviscal                                 | 693              | 53,37      | 13               | 050913    |
| Várzea dos Cavaleiros                     | 627              | 34,51      | 18               | 050914    |
| Kreis Sertã                               | 14.769           | 446,73     | 33               | 0509      |

### Bevölkerungsentwicklung
| Einwohnerstand von Sertã (1801–2004) | Einwohnerstand von Sertã (1801–2004) | Einwohnerstand von Sertã (1801–2004) | Einwohnerstand von Sertã (1801–2004) | Einwohnerstand von Sertã (1801–2004) | Einwohnerstand von Sertã (1801–2004) | Einwohnerstand von Sertã (1801–2004) | Einwohnerstand von Sertã (1801–2004) | Einwohnerstand von Sertã (1801–2004) |
| ------------------------------------ | ------------------------------------ | ------------------------------------ | ------------------------------------ | ------------------------------------ | ------------------------------------ | ------------------------------------ | ------------------------------------ | ------------------------------------ |
| 1801                                 | 1849                                 | 1900                                 | 1930                                 | 1960                                 | 1981                                 | 1991                                 | 2001                                 | 2004                                 |
| 10.235                               | 13.456                               | 20.380                               | 24.057                               | 27.997                               | 21.503                               | 18.199                               | 16.720                               | 16.208                               |

### Kommunaler Feiertag
- 24. Juni

## Söhne und Töchter von Sertã
- Nuno Álvares Pereira (1360–1431), heiliggesprochener Heerführer (aus Cernache do Bonjardim)
- Jacinto Leitão Manso de Lima (* 1690), Genealoge
- António Lopes dos Santos Valente (1839–1896), Lyriker, Philosoph und Literaturkritiker
- Casimiro Freire (1843–1918), Industrieller, Geschäftsmann und Philanthrop
- David Lopes (1867–1942), Historiker, Autor, Professor für französische Literatur und insbesondere für Arabistik (aus Nesperal)
- Albano Augusto de Portugal Durão (1871–1925), General und Politiker, republikanischer Finanzminister und danach Außenminister
- Silvino Santos (1886–1970), portugiesisch-brasilianischer Fotograf (aus Cernache do Bonjardim)
- Manuel Antunes (1918–1985), Pastor, Hochschullehrer, Pädagoge und Autor
- Pedro Rosa Mendes (* 1968), Journalist und Autor, Intellektueller (aus Cernache do Bonjardim)